# Templo de Amada

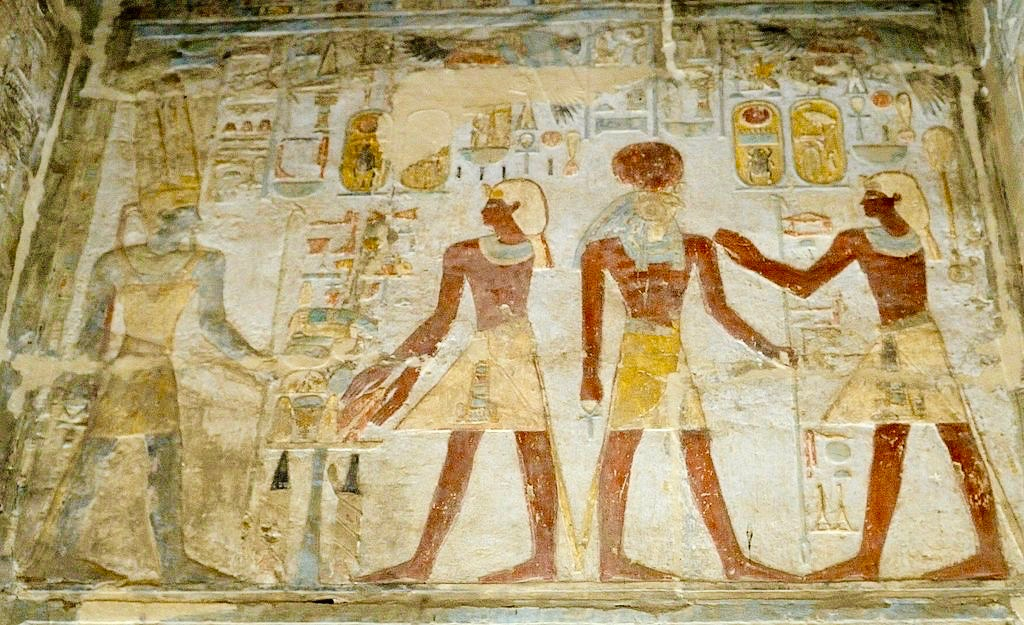
Relevo de diante dos deuses de Amada

Amada é um templo egípcio na Núbia, o mais antigo na região, construído pelo faraó Tutemés III (r. 1479–1425 a.C.) da XVIII dinastia e dedicado a Amom e Rá-Horaqueti. Seu filho e sucessor, Amenófis II (r. 1427–1400 a.C.), continuou o programa de decoração da estrutura. Seu sucessor, Tutemés IV (r. 1400–1390 a.C.), decidiu colocar um teto sobre seu pátio e transformá-lo num salão hipostilo. No Período de Amarna, Aquenaton (r. 1352–1336 a.C.) ordenou que o nome de Amom fosse destruído em todo o templo, mas seria restaurado por Seti I (r. 1294–1279 a.C.) da XIX dinastia.
Vários faraós da XIX dinastia, sobretudo Seti I e Ramessés II (r. 1279–1213 a.C.), também conduziram pequenas restaurações e adicionação decoração. As estela dos vice-reis de Cuxe Setau, Hecanaquete e Messui e do vizir Bai descrevem atividades de construção sob Ramessés II, Meremptá (r. 1213–1203 a.C.) e Siptá (r. 1194–1188 a.C.) respectivamente.

## Templo interior
O plano do edifício original apresenta um pilone, quadra e pórtico que leva ao santuário. Contudo, quando Tutemés IV colocou um telhado na quadra aberta, pilares e muros foram decorados com cenas de oferendas de Tutemés IV à esquerda e Tutemés III e Amenófis II à direita. Embora o templo tenha exterior opaco e em ruínas, suas características internas desfrutam de alguns dos relevos finamente cortados com cores vivas e vibrantes. Os melhores relevos pintados estão na seção mais interna do templo, onde Tutemés III e Amenófis II são mostrados sendo abraçados ou fazendo oferendas a vários deuses egípcios. O lado esquerdo do vestíbulo mostra Amenófis II sendo coroado por Hórus e Tote e correndo com um remo e um hape (ou instrumento de navegação). A sala de culto ao lado do santuário contém algumas cenas de fundação e consagração interessantes para o templo, que retratam o ritual do 'alongamento da corda', a fabricação e colocação cerimonial de tijolos e a oferenda do templo a seus deuses.

## Registros históricos
Existem duas importantes inscrições históricas em Amada. A mais antiga, datada do ano 3 de Amenófis II, "está numa estela redonda e coberta na parede traseira (oriental) do santuário." O texto descreve a campanha militar implacável deste faraó no Oriente Próximo: "Sua Majestade retornou em alegria para seu pai Amom depois que havia matado com sua própria maça os sete chefes no distrito de Taquessi (Síria), que foram então pendurados de cabeça para baixo na proa do barco de Sua Majestade". Amenófis II ainda descreveu como enforcou seis dos chefes mortos "nas muralhas de Tebas", enquanto o sétimo foi pendurado nas paredes de Napata (uma cidade na fronteira núbia perto da quarta catarata). Isso foi feito como uma clara advertência aos súditos núbios sobre as perigosas consequências da rebelião durante seu reinado. O segundo texto histórico, "numa estela gravada na espessura esquerda (norte) da entrada da porta", menciona a derrota de uma invasão da Líbia no ano 4 de Meremptá.
O templo foi descrito pelos primeiros viajantes e publicado pela primeira vez por Henri Gauthier em 1913. Entre 1964 e 1975, foi transferido de seu local original para um novo local "cerca de 65 metros mais alto e 2,5 quilômetros de distância de seu local original". O Templo de Der também foi transferido para o novo local de Amada.